# Una llaminadura
Una llaminadura (títol original en francès Une gourmandise) és una novel·la de l'escriptora francesa Muriel Barbery, escrita i publicada el 2000 en el segell Gallimard. Es va traduir al català gràcies a l'èxit que va tenir L'elegància de l'eriçó; la traducció va anar a càrrec d'Anna Torcal i Salvador Company i va sortir a la col·lecció El Balancí d'Edicions 62, amb el número 615. La primera edició en català és del maig de 2009.

## Argument
La novel·la se situa en un temps anterior a L'elegància de l'eriçó, però en el mateix edifici, situat a la rue Grenelle, número 7, de París. En aquesta novel·la, però, el protagonista és Pierre Arthens, que viu al quart pis i és un crític gastronòmic de reconegut prestigi però també de reconegut mal caràcter, superb, implacable i mancat de sentiments. Arthens s'està morint i en l'agonia intenta recordar el gust perfecte en els múltiples àpats que ha fet com a crític i com a persona durant la seva vida. Recorda tant els repassos familiars, com els que ha fet en restaurants i lluny de casa, en les situacions més curioses.
Els records d'Arthens es van intercalant amb les opinions que tenen d'ell altres persones, en el que és una novel·la coral. Així anem descobrint quina és l'opinió que Pierre Arthens desperta en els familiars que han anat a passar al pis les últimes hores del protagonista, però també altres persones i animals que l'envolten. En general, és una persona força mal considerada, sobretot pels familiars més directes.
Finalment, en els últims sospirs de vida, Arthens és capaç de recordar el veritable plaer, allò que realment el podia haver fet feliç, però que ja és tard per tornar-hi.
Cal destacar que és una novel·la molt ben treballada, amb un llenguatge ric i precís, amb unes descripcions dels aliments i dels gustos d'allò més acurats. L'autora va fer un treball mil·limètric i amb uns resultats d'allò més interessants.